# Гранма (яхта)
«Гра́нма» (англ. Granma, дословно — «бабушка», «бабуля») — моторная яхта, с которой в 1956 году кубинские революционеры высадились на побережье Кубы.

## История
«Гранма» — 18-метровая дизельная яхта, построенная в 1943 году и рассчитанная на 12 человек. Была тайно приобретена 10 октября 1956 года группой кубинских диссидентов во главе с Фиделем Кастро за 50 000 мексиканских песо (15 000 долларов США) у американской компании «Schuylkill Products Company, Inc».
Позже, 25 ноября 1956 года, до крайности перегруженная «Гранма» отчалила из мексиканского порта Туспан, и 2 декабря достигла Кубы. На борту находилось 82 человека. Среди них были Фидель Кастро, Че Гевара, Камило Сьенфуэгос, Рауль Кастро, Хуан Альмейда Боске, Рамиро Вальдес и другие деятели кубинской революции.
28 ноября яхта вышла в Карибское море, двигаясь со скоростью 7,2 узла. Экспедиционеров мучала морская болезнь, у Гевары обострилась астма, к тому же судно давало течь.
29 ноября на пути «Гранмы» встретились два судна. Фидель дал приказ готовиться к бою. Однако тревога оказалась ложной.
30 ноября Франком Паисом было организовано восстание в городах Сантьяго-де-Куба, Ольгин и Гуантанамо, цель которого заключалась в том, чтобы взять на себя удар сил, которые могли быть использованы против Фиделя и его команды.
1 декабря армия Батисты получила от осведомителя информацию о предполагаемом месте высадки и начала поиск катера. Однако поиск успехом не увенчался.

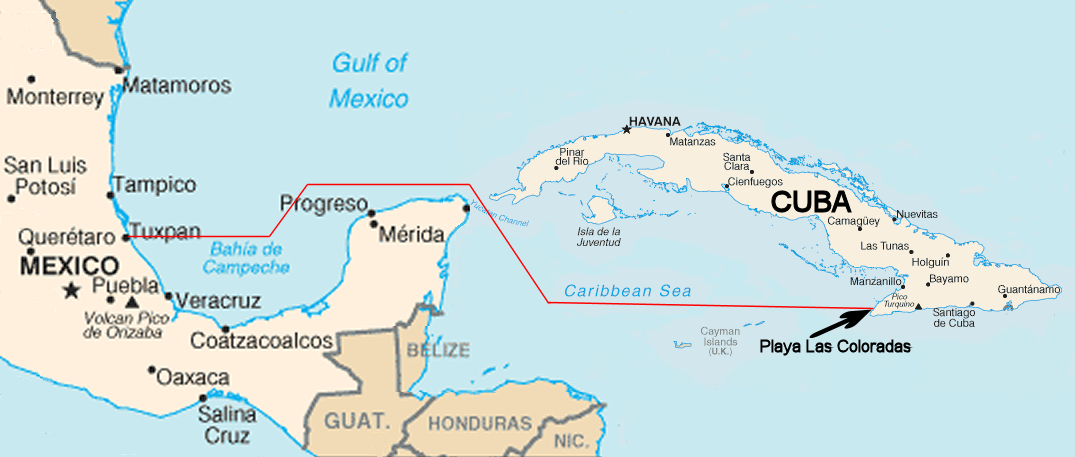
Маршрут «Гранмы» 25 ноября — 2 декабря 1956

2 декабря «Гранма» взяла курс прямо к побережью. Лоцман Роберто Роке, пытаясь разглядеть свет маяка, взобрался на наблюдательную площадку, но не удержался и упал в воду. В кромешной темноте его удалось разыскать и выловить из воды.
К утру яхта вошла в мангровое болото и застряла на мели. Экспедиционерам пришлось пробираться через густые заросли. В тот же день покинутую «Гранму» засекли кубинские ВВС.
5 декабря экспедиционеры вышли к местечку Алегрия-дель-Пио, где приняли первый бой, потеряв троих человек. В группе Фиделя остались 12 человек (оттуда легенда о 12 оставшихся в живых, которая многим кажется «слишком мифологической», из-за подобия количеству апостолов в Библии), а в конечном счете из первоначальной группы выжили 17 человек.
После этого сражения революционеры прятались в горах Сьерра-Маэстра на востоке страны и готовились к партизанской войне, которая 1 января 1959 года окончилась победой над Фульхенсио Батистой, в новогоднюю ночь бежавшим в США (подробнее см. Кубинская революция).
Яхта «Гранма» является частью экспозиции Музея Революции в Гаване, столице Кубы. В её честь была названа одна из провинций Кубы — Гранма, расположенная в 730 км к юго-востоку от Гаваны.

## Память
В честь яхты названы:

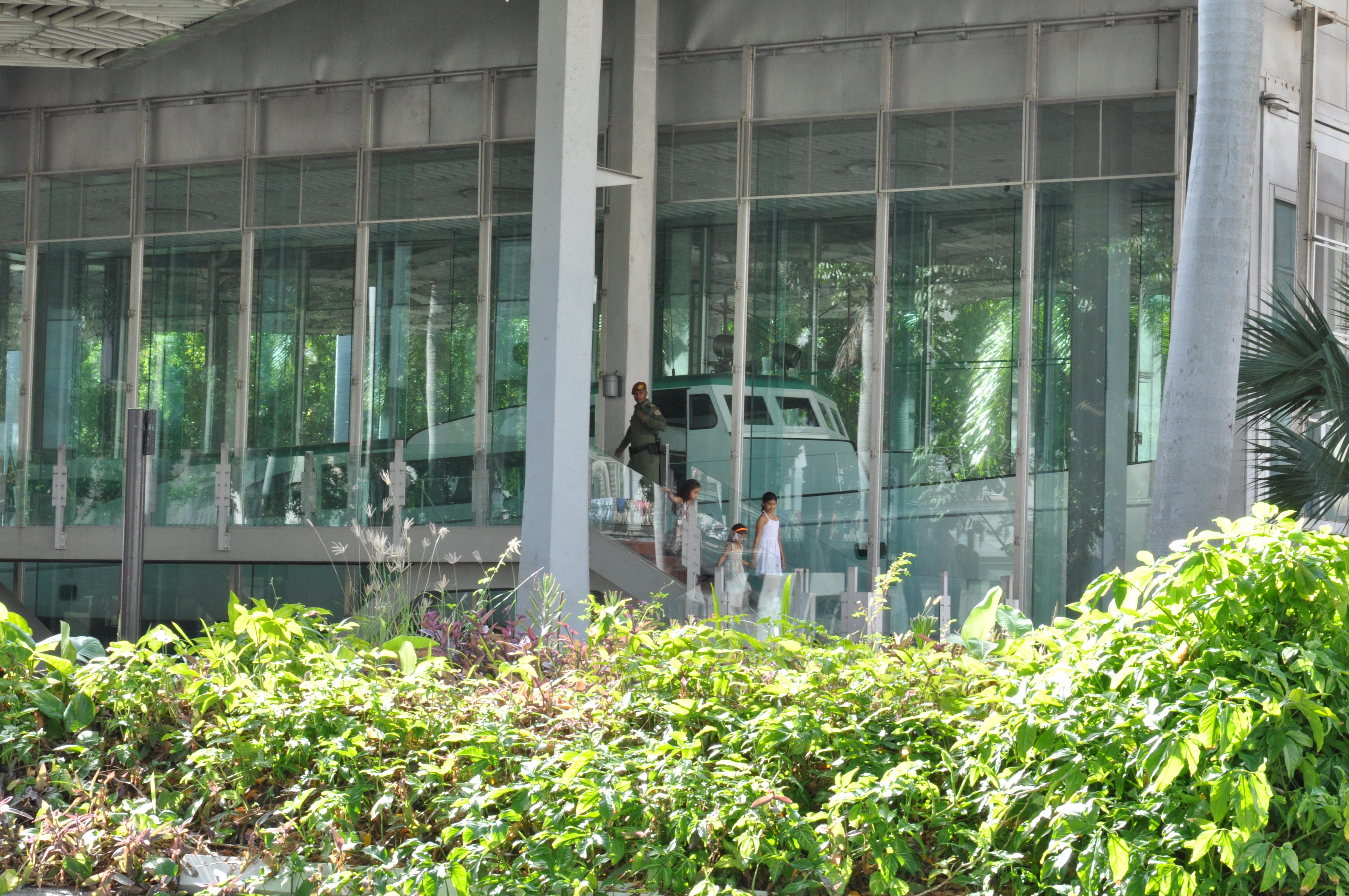
«Гранма» в Музее Революции (Гавана)

- Официальная газета Коммунистической партии Кубы.
- Одна из провинций Республики Куба.
- Университет в городе Баямо этой провинции.
- Национальный парк Десембарко-дель-Гранма, расположенный на месте высадки.